# Сельхозтехника (Аткарский район)
Сельхозте́хника — посёлок в Аткарском районе Саратовской области, входит в состав Ершовского муниципального образования.

## География
Посёлок находится на берегу реки Елшанка, на расстоянии примерно 15 км (по прямой) к востоку от города Аткарск, административного центра района.

### Часовой пояс
Посёлок Сельхозтехника, как и вся Саратовская область, находится в часовой зоне МСК+1. Смещение применяемого времени относительно UTC составляет +4:00.

## Население
| 2010 |
| ---- |
| 5    |

## Улицы
В посёлке имеется одна улица — Парковая.